# Station Iwin
Station Iwin is een spoorwegstation in de Poolse plaats Iwin.